# Kanton Calais-Nord-Ouest
Kanton Calais-Nord-Ouest (francouzsky Canton de Calais-Nord-Ouest) byl francouzský kanton v departementu Pas-de-Calais v regionu Nord-Pas-de-Calais. Tvořilo ho devět obcí. Zrušen byl po reformě kantonů 2014.

## Obce kantonu
- Bonningues-lès-Calais
- Calais (severozápadní část)
- Coquelles
- Escalles
- Fréthun
- Nielles-lès-Calais
- Peuplingues
- Saint-Tricat
- Sangatte